# Malène Sveinbjornsson
 (mars 2025).
Malène Sveinbjornsson est une actrice danoise.

## Biographie
Malène Sveinbjornsson a vécu sa jeunesse en France au Chesnay dans les Yvelines. Elle débute comme actrice alors qu'elle a à peine 11 ans et cesse cette activité à l'âge de 17 ans.
Elle a interprété des rôles d'enfant et d'adolescente dans plusieurs films, depuis L'Hôtel de la plage (1978) jusqu'à P.R.O.F.S (1985) où elle joue une adolescente romantique amoureuse de son professeur de français mais convoitée par l'un de ses camarades de classe (Lionel Melet qui incarnait déjà son tout jeune flirt dans L'Hôtel de la plage).

## Filmographie[1]

### Cinéma
- 1977 : L'Hôtel de la plage de Michel Lang : Charlotte
- 1978 : La Clé sur la porte d'Yves Boisset : Alice
- 1978 : Le Temps des vacances de Claude Vital : Sophie
- 1978 : Les Givrés d'Alain Jaspard : la petite fille
- 1979 : Un homme en fuite de Simon Edelstein : Véronique
- 1979 : Cocktail Molotov de Diane Kurys : Little Sister
- 1980 : Chère inconnue de Moshe Mizrahi
- 1980 : Un assassin qui passe de Michel Vianey : la fillette au violon
- 1982 : L'Été de nos quinze ans de Marcel Jullian : Malène
- 1985 : P.R.O.F.S. de Patrick Schulmann : Laetitia Beloir (prononcé Belair dans le film par Patrick Bruel quand il rend ses copies)

### Télévision
- 1982 : Papa Poule - Épisode 6 : Jill
- 1984 : La Vie des autres (1 épisode : Virginie qui va)